# بابلو بينيدا
بابلو بينيدا (بالإسبانية: Pablo Pineda)‏ هو أستاذ مدرسة وممثل إسباني، ولد في 5 أغسطس 1974 في إسبانيا.

## وصلات خارجية
- بابلو بينيدا على موقع IMDb (الإنجليزية)
- بابلو بينيدا على موقع ألو سيني (الفرنسية)
- بابلو بينيدا على موقع كينوبويسك (الروسية)